# بولیچیوو
بولیچیوو (انگلیسی: Bulychyovo) یک شهرک در شهرستان بلاگووشچنسکی باشقیرستان کشور روسیه است.